# 黒川雄二
黒川 雄二（くろかわ ゆうじ、1939年（昭和14年）9月20日 - 2022年（令和4年）9月21日）は日本の基礎医学研究者、厚生労働技官。専門は毒性学、実験腫瘍学。北海道札幌市生まれ。黒川利雄の長男。

## 経歴
1964年東北大学医学部医学科卒業。1969年同大学医学部大学院医学研究科を修了し医学博士。その後、東北大学抗酸菌病研究所肺がん研究部門の文部教官助手。1975年から約2年間アメリカ国立癌研究所病理部客員研究員として比較腫瘍学研究室（Dawe,CJ博士）に留学。1978年、国立衛生試験所（現国立医薬品食品衛生研究所）安全性生物試験研究センター病理部腫瘍病理室長（部長小田嶋成和）に就任。1987年同所毒性部長を経て、1995年同所安全性生物試験研究センター長。退官後、2001年から財団法人（のち、公益財団法人）佐々木研究所理事長を2016年（2006年から2010年、佐々木研究所長兼務）まで勤めた。

## 所属学会
- 日本癌学会名誉会員
- 日本毒性学会理事長（1996-1998年度）･名誉会員・名誉トキシコロジスト
- 日本食品衛生学会名誉会員

## 主たる公職
- 厚生労働省中央薬事審議会・食品衛生審議会委員など
- 環境省中央環境審議会委員など
- 東京都食品安全審議会会長

## 栄典
- 2009年11月 瑞宝小綬章受章[6]